# Rebeca Lane
Rebeca Eunice Vargas Tamayac, connue comme Rebeca Lane, est une chanteuse de rap et poétesse guatémaltèque.

## Biographie
Rebeca Lane est née à Guatemala le 6 décembre 1984. Elle est l’aînée d'une famille de trois sœurs et sa mère est d'ascendance autochtone. Elle a été nommée en l'honneur de sa tante Rebeca Eunice Vargas Braghiroli, poétesse et guérillera kidnappée en 1981 par le gouvernement militaire qui l'a fait par la suite disparaître en raison de son implication politique dans le mouvement de guérilla Organisation révolutionnaire du peuple armé,. Elle a fait des études de sociologie à l'Université de San Carlos (Guatemala). La disparition de sa tante a marqué l'artiste qui a commencé à militer très jeune pour la justice sociale et le devoir de mémoire,. Elle est membre du groupe Última Dosis avec qui elle fait ses premiers pas de rappeuse. Elle est considérée par plusieurs comme une figure de proue du mouvement féministe guatémaltèque et aborde les questions liées à la cause des femmes, à la pauvreté, à l'hétérosexualité imposée dans nombre de ses chansons. Rebeca Lane est aussi fondatrice du mouvement Somos Guerreras visant à combattre le sexisme au sein de la culture hip hop et est membre ou participe à plusieurs collectifs liés au rap et au féminisme. Elle dit considérer la musique comme un moyen de sensibilisation bien avant d'être un moyen d'atteindre la notoriété et fait selon le Guardian partie d'une nouvelle génération d'artistes qui changent le hip-hop en Amérique Latine.